# Traill County
Traill County är ett county i den amerikanska delstaten North Dakota. Den administrativa huvudorten (county seat) är Hillsboro. 
Countyt ligger mitt emellan städerna Grand Forks och Fargo. Bland orterna i Traill County finns till exempel Mayville, Portland, Hillsboro, Buxton, Hatton och Northwood.  Mayville är den största orten med cirka 2 000 invånare.  Traill Countys domstolshus ligger dock i Hillsboro. 

## Geografi
Enligt United States Census Bureau har countyt en total area på 2 234 km². 2 232 km² av den arean är land och 2 km² är vatten. 

### Angränsande countyn
- Grand Forks County - nord
- Polk County, Minnesota - nordöst
- Norman County, Minnesota - öst
- Cass County - syd
- Steele County - väst